# افکنه‌ها
افکنه‌ها (نام علمی: Brachinus) نام یک سرده از زیرخانواده افکنه‌ایان است.